# Burger Queen Français
Burger Queen Français este cel de-al unsprezecelea single al trupei de rock alternativ Placebo, lansat pe 22 octombrie 1999, la mai bine de un an de la apariția albumului Without You I'm Nothing (a fost de altfel ultimul single de pe acest album). A fost lansat exclusiv în Franța, și a atins poziția 78 în topuri. Nu a existat videoclip pentru această piesă. Traducerea și adaptarea versurilor piesei din limba engleză în limba franceză a fost realizată de către Nicholas Elliot.
Pe acest single se regăsește B-side-ul „Aardvark”, un instrumental cu tendințe puternice spre jazz. Stefan Olsdal este cel care a realizat înregistrarea și producerea acestei piese.

## Lista melodiilor
1. „Burger Queen Français”
2. „Aardvark”
3. „Every You Every Me” (live)

## Despre versuri
Titlul piesei este un joc de cuvinte între numele restaurantului „Burger King”, acolo unde s-au întâlnit pentru prima oară Brian Molko și Steve Hewitt, cuvântul „queen” (regină), care face aluzie, în piesă, la un homosexual, și Luxemburg („Luxemburger queen... he's a burger queen”), locul în care Molko și Stefan Olsdal și-au petrecut adolescența. Într-un interviu, la întrebarea dacă acest cântec este inspirat din viața unei persoane reale, Molko a răspuns: „Nu, aș spune că-i mai degrabă o poveste de fapt. E ceva în genul a fi în locul nepotrivit la momentul nepotrivit, și cred că-n cele din urmă... de vreme ce noi am crescut, ca să zic așa, în Luxemburg - în cele din urmă, de vreme ce am scris un cântec despre asta, putem să uităm totul acum. Dar cred că e... jocul cu Burger King, Burger Queen, Luxemburger m-a amuzat prima oară când am venit cu ideea, și, împreună cu 'My Sweet Prince', cred că acesta e unul dintre cele mai triste, dar frumoase, cântece pe care le-am scris noi până acum. Chiar cred că e o frumusețe reală în tristețea noastră... e ceva acolo care chiar îți atinge sufletul, și nu știu cum am reușit asta, dar am făcut-o. Și întotdeauna pare a fi o licărire de speranță la sfârșit, ceea ce e important.”

## Poziții în topuri
- 78 (Franța)